# Hôtel d'Amblimont (rue Pierre Loti)
Pour les articles homonymes, voir Hôtel d'Amblimont.
L'hôtel d'Amblimont est un ancien hôtel particulier situé à Rochefort, en Charente-Maritime. Depuis 1804, il abrite l'hôtel de ville.

## Histoire
Il fut construit vers 1770 pour l'officier de marine Claude-Marguerite Renart de Fuchsamberg, comte d'Amblimont (1736-1797). Après l'émigration du comte en Espagne, le bâtiment est saisi comme bien national. Sa fille Béatrix Étiennette récupère la demeure en 1801, sur ordre du premier consul Bonaparte. Elle le vend au sous-préfet Augier, qui, avec l'accord de Bonaparte, le revend 40 000 francs en 1804 à la municipalité de Rochefort, représentée par son maire, Pierre André Hèbre de Saint-Clément. L'édifice abrite alors la mairie.

## Architecture
L'hôtel d'Amblimont possède un décor extérieur typique du XVIIIe siècle, et est remarquable par sa balustrade à l'italienne.
L'horloge actuelle fut posée en 1880.